# Ivan Stoitsov
Ivan Stoitsov –en búlgaro, Иван Стоицов– (Plovdiv, 22 de marzo de 1985) es un deportista búlgaro que compitió en halterofilia.
Ganó una medalla de oro en el Campeonato Mundial de Halterofilia de 2007 y una medalla de bronce en el Campeonato Europeo de Halterofilia de 2005. Participó en los Juegos Olímpicos de Atenas 2004, ocupando el séptimo lugar en la categoría de 77 kg.
En junio de 2008 dio positivo por metandienona (un esteroide anabólico) junto con otros diez halterófilos búlgaros, y fue suspendido por cuatro años.

## Palmarés internacional
| Campeonato Mundial | Campeonato Mundial     | Campeonato Mundial | Campeonato Mundial |
| Año                | Lugar                  | Medalla            | Categoría          |
| ------------------ | ---------------------- | ------------------ | ------------------ |
| 2007               | Chiang Mai (Tailandia) | Medalla de oro     | 77 kg              |
| Campeonato Europeo |                        |                    |                    |
| Año                | Lugar                  | Medalla            | Categoría          |
| 2005               | Sofía (Bulgaria)       | Medalla de bronce  | 77 kg              |